# گوبین دو
گوبین دو (به صربی: Gubin Do) یک منطقهٔ مسکونی در صربستان است که در ناحیه زلاتیبور واقع شده‌است.